# Jakob van Hoddis
Jakob van Hoddis (16 de maig de 1887 a Berlín - 1942 a Sobibor), pseudònim i anagrama de Hans Davidsohn, va ser un poeta alemany d'origen jueu pertanyent al moviment artístic de l'expressionisme. És sobretot conegut pel seu poema Weltende ("La fi del món"), publicat l'11 de gener de 1911 a la publicació Der Demokrat, que es considera el precursor dels poetes d'aquest moviment, que haurien estat influenciats pel seu estil grotesc, a la vegada que és considerat una influència dels escriptors del surrealisme al seu país, que mai es van constituir en un moviment. Juntament amb el seu amic Kurt Hiller creà el Neopathetisches Kabaret o "Cabaret Neopatètic", on aviat també començaren a participar Georg Heym, Ernst Blass, Erich Unger o Alfred Lichtenstein, i on el 1910 es va llegir el seu famós poema, que va causar un gran efecte en el públic assistent. Més endavant va ser expulsat de la universitat i va començar a patir crisis nervioses. La seva salut mental va començar una llarga decadència, i a partir de 1914 va ser tractat en un hospital psiquiàtric. Mentre que la seva família va poder fugir a Tel-Aviv durant l'ascens del nazisme, a ell se li va impedir l'entrada a la Palestina Britànica a causa de la seva salut mental. Va morir el 1942 al camp d'extermini de Sobibor, a la Polònia ocupada pels nazis, juntament amb les 500 persones del sanatori on es trobava.

## Recepció pòstuma
Hi ha una placa commemorativa del poeta a la Rosenthaler Straße, un carrer del centre de Berlín prop de Hackesche Höfe i Hackescher Markt. Així mateix, el seu poema Weltende fou inclòs pel líder del surrealisme André Breton en la seva Antologia de l'humor negre. El poeta català Gabriel Ferrater va escriure un poema anomenat "Fi del món", aparentment influït per Hoddis.